# Junji Nagai
Junji Nagai (jap. 永井 順二, Nagai Junji; * 5. Dezember 1981 in Nayoro, Hokkaidō) ist ein japanischer Biathlet.
Wie in Japan üblich gehört Junji Nagai als Biathlet der „Winterkampfausbildungseinheit“ (Tōsenkyō) der Bodenselbstverteidigungsstreitkräfte an. Junji Nagai lebt in Nagano. Der Profisportler betreibt Biathlon seit 2001 und wird von Akihiro Takizawa trainiert. Sein internationales Debüt gab der Japaner 2006 bei einem Biathlon-Europacup-Rennen in Obertilliach. Im dortigen Sprint belegte er den 72. Platz. Das Weltcup-Debüt folgte 2007 in Kontiolahti, wo er 105. eines Sprints wurde. Zunächst wurde er meist nur in den Staffelwettbewerben eingesetzt. Seit der Biathlon-Weltcup 2008/2009 wurden Einsätze auch in Einzelrennen häufiger, bei denen er sich stetig verbessern konnte. Folgerichtig konnte Nagai beim Saisonhöhepunkt, den Biathlon-Weltmeisterschaften 2009 von Pyeongchang antreten. Dort erreichte er als 50. im Sprint sein zugleich bis dahin bestes Weltcup-Ergebnis und qualifizierte sich auch für das Verfolgungsrennen, in dem er 52. wurde. Im Einzel kam ein 67. Platz hinzu, in der Mixed-Staffel kam er mit Fuyuko Suzuki, Megumi Izumi und Hidenori Isa auf den 20. und letzten Platz, was allerdings nicht an der Leistung Nagais lag, der fehlerfrei blieb, sondern vier Strafrunden von Izumi anzulasten war. Beim Sprintrennen in Oberhof konnte er 2010 als 36. erstmals Weltcuppunkte gewinnen.
Neben Biathlon betreibt Nagai auch Skilanglauf. Hier trat er mehrfach in Continental-Cup-Rennen an und erreichte dabei mehrfach Top-20-Platzierungen.

## Biathlon-Weltcup-Platzierungen
Die Tabelle zeigt alle Platzierungen (je nach Austragungsjahr einschließlich Olympische Spiele und Weltmeisterschaften).
- 1.–3. Platz: Anzahl der Podiumsplatzierungen
- Top 10: Anzahl der Platzierungen unter den ersten zehn (einschließlich Podium)
- Punkteränge: Anzahl der Platzierungen innerhalb der Punkteränge (einschließlich Podium und Top 10)
- Starts: Anzahl gelaufener Rennen in der jeweiligen Disziplin
- Staffel: inklusive Mixed- und Single-Mixed-Staffeln

| Platzierung         | Einzel | Sprint | Verfolgung | Massenstart | Staffel | Gesamt |
| ------------------- | ------ | ------ | ---------- | ----------- | ------- | ------ |
| 1. Platz            |        |        |            |             |         |        |
| 2. Platz            |        |        |            |             |         |        |
| 3. Platz            |        |        |            |             |         |        |
| Top 10              |        |        |            |             | 2       | 2      |
| Punkteränge         | 2      | 4      | 2          |             | 49      | 57     |
| Starts              | 19     | 45     | 10         |             | 49      | 123    |
| Stand: Karriereende |        |        |            |             |         |        |